# Зоря (Краматорський район)
Зоря́ — селище Іллінівської сільської громади Краматорського району Донецької області, України.

## Загальні відомості
Відстань до центру громади становить близько 23 км і проходить переважно автошляхом Н20.
Селищем пролягає автошлях Зоря — Стара Миколаївка — Гнатівка.
Розташоване на обох берегах річки Калинівки.

## Історія
Сучасна Зоря складається з колонії Олексіївка (Радгосп Щербинівський №2 в радянський час) на південних околицях селища (біля греблі), та радгоспу Щербинівський №1, який пізніше отримав назву Зоря.
1889 року колонія Хортиця придбала 14 125 десятин землі у Бахмутському повіті Катеринославської губернії.
Нова колонія Ігнатьєво (нім. - Ignatjewo) складалась з 7 селищ. П’ять перших поселень було засновано 1889 року. За рік, після того як частина мешканців села Романівка вирішила змінити місто поселення, виникло поселення Олексіївка.
Спочатку поселення були зареєстровані за порядковими номерами, і лише через деякий час вони дістали особистої назви. Більша частина угідь раніше була цілиною, землі якої ніколи не оброблялись.
Поселення Олексіївка засноване 1890 року. Тут оселилося 18 родин з Романівки. Причиною переїзду були проблеми з водою, від яких страждала західна частина села. Олексіївка знаходилась у вузькій долині, що поблизу західних околиць Романівки. Низинний ландшафт спричинив кілька паводків. Найруйнівнішим з них був паводок 1912 року.
Кожна родина отримала по 30 десятин землі. Загальна площа сільських угідь становила 540 десятин. Село заробляло з продажу фруктів, особливо вишні та слив.
1897 року кількість населення складала 102 особи, хоча до 1902 року було започатковано лише 6 повних господарств. На жаль, нове місце також виявилось несприятливим з точки зору забезпечення водою. З цієї причини селище так і не було заселене повністю.
Сільська школа містилася у мазанці, яка не була пристосована для навчання. Олексіївка була останнім із заснованих у колонії поселень. Воно отримало порядковий номер 7. Сьогодні селище має назву Зоря. До сьогоднішніх днів тут все ще збереглося кілька менонітських споруд.
7 (20) листопада 1917 року, відповідно до Третього Універсалу Української Центральної Ради, увійшло до складу Української Народної Республіки.

### Радянський період
Дубльованою назвою колонії Олексіївки на початку радянської доби була Смирновка.
З північних околиць селища з 1920-х і до 26 червня 1969 року розташовувався нині зниклий хутір Любастрово (Алебастрово) на річці Калинівка в місці впадіння Алебастрового яру.
Згідно даних перепису 1926 року радгосп Щербинівський №1 підпорядковувався Олександро-Калинівській сільській раді, колонія Олексіївка (Смирновка) - Миколаївській сільраді, а хутір Любастрово - Неліпівській сільраді.
1936 року хутір Любастрово вже перейшов у підпорядкування Миколаївської сільради, куди також входила колонія Олексіївка, яка вже отримала назву радгосп Щербинівський №2.
30 травня 1958 року селище Щербинівського радгоспу отримує нову назву Зоря. 
27 квітня 1983 року селище Зоря та село Олексіївка Правдівської сільської ради об’єднують в селище Зоря.

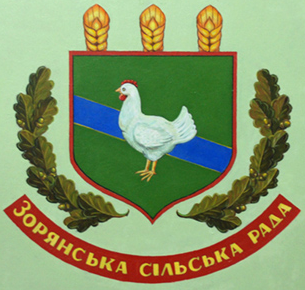
Емблема Зорянської сільської ради

11 жовтня 1989 року утворюють Зорянську сільську раду за рахунок збільшення Правдівської сільради.

## Населення
Населення становило станом на:
- 1911-1918 роки - 76 осіб;
- 1923 рік - 108 осіб (19 господарств);
- 1926 рік - 118/129/127 осіб.[5]

За даними перепису 2001 року населення селища становило 976 осіб, із них 78,28 % зазначили рідною мову українську, 21,41 % — російську та 0,31 % — білоруську мову.

## Вулиці
- вул. Шевченка (колишня Каспійська);
- вул. Дубрівного;
- вул. Центральна (колишня Шолохова);
- вул. Лісова (колишня Добролюбова);
- вул. Зарічна (колишня Олени Рожкової).[7]

- вул. Афінська (колишня Жовтнева);
- пров Виноградний (колишній Інтернаціональний);
- пров. Вокзальний;
- вул. Грецька (колишня Комсомольська);
- вул. Енергетиків;
- пров. Мирний;
- вул. Молодіжна;
- вул. Набережна;
- вул. Садова.[8]

## Економіка
Колективне сільськогосподарське підприємство «Щербинівська птахофабрика", що спеціалізується на вирощуванні зернових та технічних культур, розведення птиці, розведення крупної рогатої худоби.

## Освіта
У селищі працює дитячий садок № 15 «Малюк» та Зорянська спеціалізована школа І-ІІІ ступенів імені Героя Радянського Союзу Дубрівного Петра Савелійовича відділу освіти Костянтинівської райдержадміністрації.